# Sobbatjärnen
Sobbatjärnen är en sjö i Lycksele kommun i Lappland och ingår i Umeälvens huvudavrinningsområde. Sjön har en area på 0,166 kvadratkilometer och ligger 273,1 meter över havet.

## Delavrinningsområde
Sobbatjärnen ingår i det delavrinningsområde (720450-164373) som SMHI kallar för Utloppet av Vormträsket. Medelhöjden är 293 meter över havet och ytan är 40,74 kvadratkilometer. Räknas de 20 avrinningsområdena uppströms in blir den ackumulerade arean 318,75 kvadratkilometer. Vormbäcken som avvattnar avrinningsområdet har biflödesordning 3, vilket innebär att vattnet flödar genom totalt 3 vattendrag innan det når havet efter 202 kilometer. Avrinningsområdet består mestadels av skog (67 procent) och sankmarker (11 procent). Avrinningsområdet har 7,42 kvadratkilometer vattenytor vilket ger det en sjöprocent på 18,2 procent.